# Neville (Ohio)
Neville é uma vila localizada no estado norte-americano de Ohio, no Condado de Clermont.

## Demografia
Segundo o censo norte-americano de 2000, a sua população era de 127 habitantes.
Em 2006, foi estimada uma população de 138, um aumento de 11 (8.7%). Neville era 99% branco, 0% afro-americano, 0% ameríndio, 1% asiático, 0% das ilhas do Pacífico, 0% outras raças e 0% de duas ou  mais corridas.  Da população total, 0% eram hispânicos ou latinos de qualquer raça.

## Geografia
De acordo com o United States Census Bureau tem uma área de
1,2 km², dos quais 1,1 km² cobertos por terra e 0,1 km² cobertos por água.

## Localidades na vizinhança
O diagrama seguinte representa as localidades num raio de 16 km ao redor de Neville.